# Lostprophets
Lostprophets — уельський альт-метал/хард-рок-гурт, що сформувався у 1997 у місті Понтипрідд. Заснований вокалістом та автором текстів пісень Іаном Воткінсом, басистом Майком Льюїсом, ударником Майком Чіпліном та гітаристом Лі Гейзом. Гурт випустив п'ять студійних альбоми, включаючи фінальний Weapons (2012).
У грудні 2012 року вокаліста гурту Іана Воткінса було звинувачено у декількох сексуальних злочинах проти дітей. Гурт скасував всі свої концерти та у жовтні 2013 анонсував про своє розформування. У грудні 2013 Воткінс визнав себе винним у кількох злочинах і був засуджений до 29 років у в'язниці та до 6 років під ліцензією.

## Склад
Фінальні учасники
- Лі Гейз – електрогітара, задній вокал (1997–2013)
- Майк Льюїс – ритм-гітара, задній вокал (1998–2013); бас-гітара (1997–98)
- Іан Воткінс – вокал (1997–2013); клавішні, тюрнтейблс (1997–99)
- Стюард Річардсон – бас-гітара, задній вокал (1998–2013)
- Джеймі Олівер – вокал, клавішні, синтезатор, фортепіано, тюрнтейблс, семпл (2000–13)
- Люк Джонсон – барабан, ударні (2009–13)

Колишні учасники
- Майк Чіплін – барабан, ударні (1997–2005)
- Ді-джей Степзак – синтезатор, тюрнтейблс, семпл (1999–2000)
- Ілан Рубін – барабан, ударні (2006–08)

## Дискографія
- The Fake Sound of Progress (2000)
- Start Something (2004)
- Liberation Transmission (2006)
- The Betrayed (2010)
- Weapons (2012)